# 匣の中の失楽
『匣の中の失楽』（はこのなかのしつらく）は、竹本健治による推理小説。

## 概要
小説雑誌『幻影城』において、1977年4月から1978年2月まで連載されていた作品で、竹本の処女作に当たる。
探偵小説でありながら探偵小説を否定する、いわゆる反推理小説、アンチ・ミステリーという体裁をとっている。
小栗虫太郎の『黒死館殺人事件』、夢野久作の『ドグラ・マグラ』、中井英夫の『虚無への供物』といった、いわゆる三大奇書に強い影響を受けており、これら三つの作品に『匣の中の失楽』を加えて四大奇書と呼ぶという見方もある。

## ネタバレ
本作は、章ごとに虚実が反転するというメタフィクション的な構成になっている。つまり、奇数章の世界においては、偶数章はナイルズ（片城成）の執筆した実名小説『いかにして密室はつくられたか』の一部であり、偶数章の世界においては、奇数章のほうが『いかにして密室はつくられたか』の一部である。

## 主な登場人物
曳間 了（ひくま りょう）
F*大学。心理学専攻。金沢生まれ。『黒魔術師』。
根戸 真理夫（ねど まりお）
F*大学。数学専攻。
真沼 寛（まぬま ひろし）
Q*大学。国文学専攻。
影山 敏郎（かげやま としろう）
S*大学。物理学専攻。最も新しい一員。
甲斐 良惟（かい よしただ）
N*美大。油絵専攻。曳間とは同郷。兄が『黄色い部屋』を経営。
倉野 貴訓（くらの たかよむ）
F*大学。薬学専攻。神戸生まれ。
久藤 雛子（くどう ひなこ）
グループのアイドル。十五歳。
久藤 杏子（くどう きょうこ）
N*美大卒。雛子の年若い叔母。
羽仁 和久（はに かずひさ）
K*大学。国文学専攻。倉野とは同郷。『白い部屋』の住人。
布瀬 呈二（ふせ ていじ）
K*大学。仏文学専攻。『黒い部屋』の住人。
片城 成（かたじょう なる）
一卵性双生児のひとり。ナイルズ。
片城 蘭（かたじょう らん）
一卵性双生児のひとり。ホランド。

## 書誌情報
1978年7月に単行本としてまとめられ幻影城から刊行、1983年12月に講談社から文庫版、1991年11月に講談社ノベルスとして再版、2002年10月に双葉社から文庫版が出版されたが、これらはすべて絶版。2015年に講談社から新装版として、再び文庫化された。
国内
- 初出：『幻影城』1977年4 - 12月号、1978年2月号（全10回、1978年1月号は休載）
- （幻影城、1978年）
- （講談社文庫、1983年） ISBN 4-06-183099-6
- （講談社ノベルス、1991年） ISBN 4-06-181587-3
- （双葉文庫、2002年） ISBN 4-575-50847-0
- （講談社文庫、2015年）ISBN 4-06-293279-2 - 新装版

台湾
- 匣中的失樂（小知堂文化事業有限公司、2008年3月）
  - 巻頭に傅博（島崎博）による解説「四大推理奇書之四・《匣中的失樂》」。
  - 巻末に著者本人の後記（講談社ノベルス版の「あとがき」を訳したもの）。
  - 講談社ノベルス版の「著者のことば」、綾辻行人による推薦文も訳されている。

## 関連作品
サイドストーリー
- 匳の中の失楽（『幻影城の時代 完全版』、講談社BOX、2008年12月）　-　読みは「こばこの〜」。

原型となった作品
- 静かなる祝祭（『幻影城の時代 完全版』、講談社BOX、2008年12月）
- 人形館殺人事件（『幻影城の時代 完全版』、講談社BOX、2008年12月）